# Amityville : La Malédiction
Pour les articles homonymes, voir Amityville.
Série Amityville
Amityville 4
(1989) Amityville 1993 : Votre heure a sonné
(1992)
Pour plus de détails, voir Fiche technique et Distribution.
Amityville : La Malédiction (The Amityville Curse) est un film canadien réalisé par Tom Berry, sorti directement en vidéo en 1990.
C'est le 5e opus de la saga Amityville, même s'il n'est pas directement lié aux autres films.

## Synopsis
5 amis achètent une maison abandonnée à Amityville, pour pouvoir la louer et se faire de l'argent. Mais ils aiment tellement la maison qu'ils décident d'y dormir plusieurs nuits.

## Fiche technique
Sauf indication contraire, les informations mentionnées dans cette section peuvent être confirmées par la base de données cinématographiques IMDb,  présente dans la section « Liens externes ».
- Titre original : The Amityville Curse
- Titre français : Amityville : La Malédiction
- Réalisation : Tom Berry
- Scénario : Michael Krueger, Doug Olson et Norvell Rose d'après le livre The Amityville Curse de Hans Holzer.
- Musique : Milan Kymlicka
- Décors : Richard Tassé
- Costumes : Trixi Fortier
- Photographie : Rodney Gibbons
- Montage : Franco Battista
- Production : Franco Battista et Michael Krueger
  - Producteurs délégués : Tom Berry et A.B. Goldberg
- Sociétés de production : Image Organization, Allegro Films et CFCF-DT
- Sociétés de distribution :  Les Films René Malo
- Pays d'origine :  Canada
- Langue originale : Anglais
- Format : Couleur - 1.85:1 - Dolby
- Genre : Epouvante-Horreur
- Durée : 91 minutes
- Date de sortie[1] :
  -  Canada : 1er juin 1990 (Ottawa) (sortie directement en vidéo)
  -  États-Unis : 7 mai 1990 (sortie en VHS)
  -  France : 12 avril 2005 (sortie en DVD)[2]

## Distribution
Sauf indication contraire ou complémentaire, les informations mentionnées dans cette section peuvent être confirmées par la base de données allocine.fr.
- Kim Coates : Frank
- Dawna Wightman : Debbie
- Anthony Dean Rubes (VF : Gabriel Le Doze) : Bill
- David Stein (VF : Serge Blumenthal) : Marvin
- Helen Hughes : Mrs. Moriaty
- Cassandra Gava : Abigail
- Jan Rubes : Le prêtre
- Mark Camacho : Krabel
- Norris Domingue : Le détective
- Scott Yaphe : Le garçon mince